# محمود عباس (رسام كاريكاتير)
محمود نعيم عباس رسام كاريكاتير فلسطيني ولد في مخيم الوحدات للاجئين الفلسطينيين في المملكة الأردنية الهاشمية في 6 يونيو 1986، وتعود أصوله إلى قرية حمامة جنوب فلسطين. وهو عضو في نقابة الصحفيين السويديين، والاتحاد الدولي للصحفيين، وشبكة الكرتون الدولية وفاز بالجائزة الفخرية World Humor Awards- البرتغال 2021.

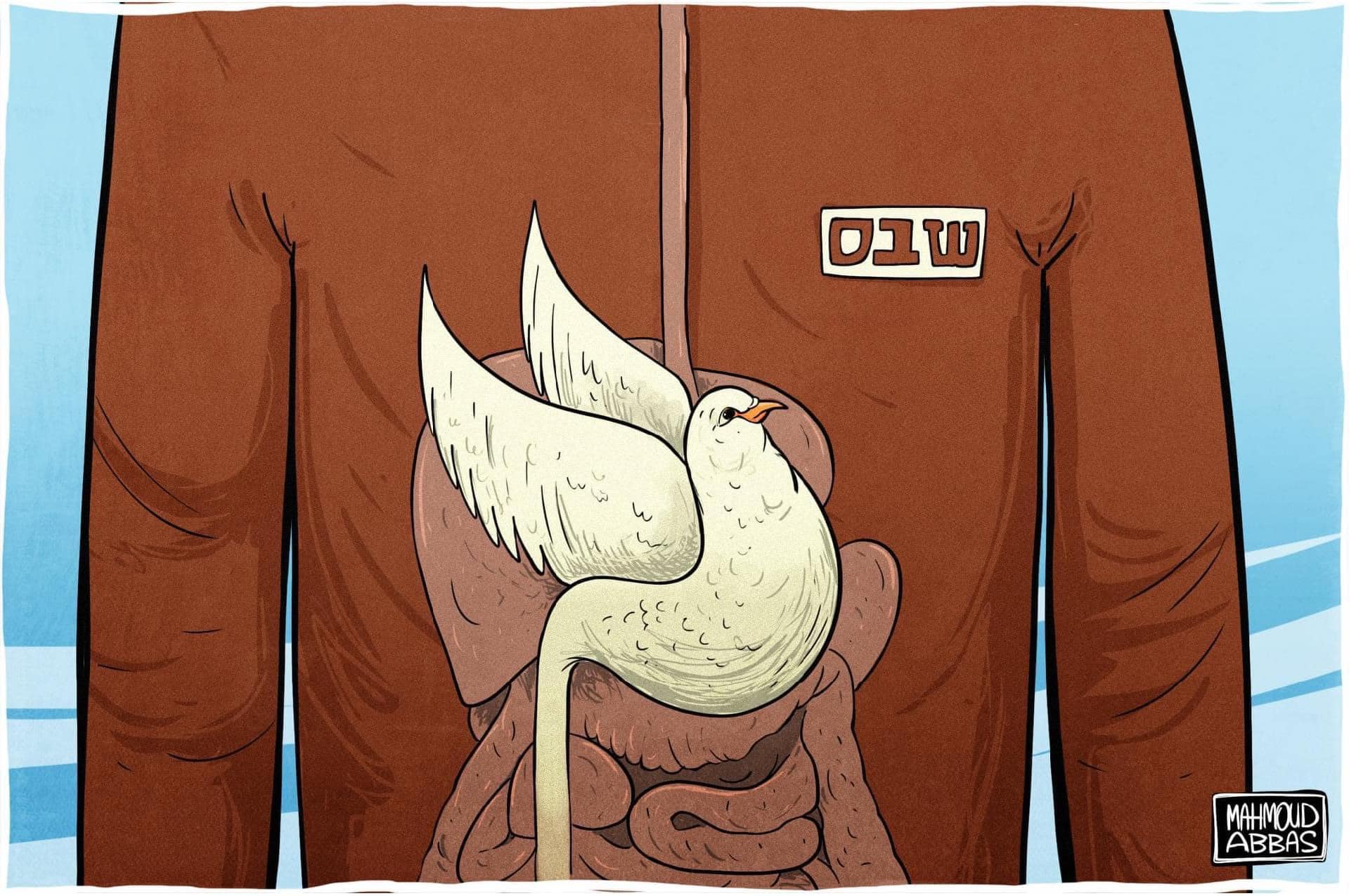
كاريكاتير عن معاناة الأسرى الفلسطينيين خلال إضرابهم عن الطعام

## التعليم
درس المرحلة الابتدائية في مدراس وكالة «أونروا» في مخيم الوحدات في الأردن، ثم أكمل دراسة المرحلة الإعدادية والثانوية في مدارس الوكالة في قطاع غزة. التحق بـجامعة الأزهر وحصل على درجة البكالوريس في التصميم والمونتاج.

## العمل
امتلك محمود عباس موهبة الرسم منذ الصغر، واشتهر في انتفاضة الأقصى برسم اللوحات المناهضة للاحتلال الإسرائيلي على الجدران في مخميات ومدن قطاع غزة. في عامي 2007 و2008 قتل الجيش الإسرائيلي والده «نعيم»، وشقيقيه «حسين» و«مصطفى»، وهو ما دفعه إلى البدء برسم الكاريكاتير، حيث وجد فيه في البداية وسيلة للتعبير عن الفقد، وانطلق بعدها لرسم آلاف اللوحات التي ارتبطت بمناسبات أو أحداث وطنية، وتفاعلت مع قضايا المنطقة المختلفة مثل النزاع في سوريا واليمن والعراق، والتطبيع مع إسرائيل. تحظى رسومات «عباس» بانتشار واسع في وسائل التواصل الاجتماعي، ووسائل الإعلام المرموقة.

## مضايقات
تعرض رسام الكاريكاتير محمود عباس إلى حملات تشويه وتهديد بالقتل ووصم بالإرهاب من جهات عدة بسبب رسوماته، وتم استبعاده من معارض فنية بسبب رسوماته التي تحمل عادة ما تحمل انتقادات للجهات الرسمية.

## عمل وعضويات ومعارض
- رسام كاريكاتير في عدد من الصحف والمجلات ووسائل الإعلام المرموقة.
- عضو في نقابة الصحفيين السويديين
- عضو في شبكة الكرتون الدولية
- عضو في الاتحاد الدولي للصحفيين
- مهرجان الفكاهة في البرتغال
- معرض من العالم إلى القدس- رام الله 2018
- معرض القدس في عيون الرسامين- الكويت 2021
- معرض القدس موعدنا - إسطنبول 2022